# Glaphyra watani
Glaphyra watani là một loài bọ cánh cứng trong họ Cerambycidae.